# Равний Дол (Содражиця)
Равний Дол (словен. Ravni Dol) — поселення в общині Содражиця, регіон Південно-Східна Словенія, Словенія.